# Pierre Blacks
Pierre Blacks (Elsene, 20 oktober 1948) is een Belgisch voormalig boogschutter.

## Levensloop
Blacks nam deel aan de Olympische Zomerspelen van 1976 te Montreal. Hij behaalde er een 18e plaats. 